# Хат-Пойнт
Хат-Пойнт или Хат (англ. Hut Point Peninsula) — полуостров, длинная узкая полоска суши от 2 до 3 миль (4,8 км) в ширину и 15 миль (24 км) в длину, протянувшаяся к юго-западу от склонов горы Эребус на острове Росса близ берега Антарктиды.
Во время проведения экспедиции «Дискавери» (1901—1904), Роберт Скотт выстроил на полуострове Хат-Пойнт хижину. Располагается она в точке, лежащей в 1 миле (1,6 км) к северу-востоку от мыса Армитаж, на южной оконечности полуострова. Сэр Эрнест Шеклтон также использовал это строение в период проведения своей экспедиции «Нимрод» (1907—1909). Во время второй экспедици Скотта, проходившей в 1910—1913 годах и именуемой «Терра Нова», экспедиционеры также использовали взведённое 12 лет назад строение. В следующий раз оно было использовано Отрядом моря Росса во время Имперской трансантарктической экспедиции (1914—1917). Сама постройка была изготовлена в Австралии, в типичном австралийском провинциальном стиле, с четырьмя верандами, размещёнными по всем сторонам здания.
На полуострове Хат-Пойнт расположены антарктические научные станции Мак-Мердо (США) и Скотт-Бейс (Новая Зеландия).
Несколько областей полуострова Хат-Пойнт, в числе которых памятный крест, установленный в честь Джорджа Т. Винса, и база экспедиции «Дискавери» охраняется в соответствии с Договором об Антарктике и внесено в список Особо охраняемых районов. В охраняемые районы свободный доступ закрыт, близ хижины «Дискавери» запрещена посадка вертолётов, а максимальное число посещений самого строения не должно превышать 2 000 человек в год. Также наложено множество других ограничений.

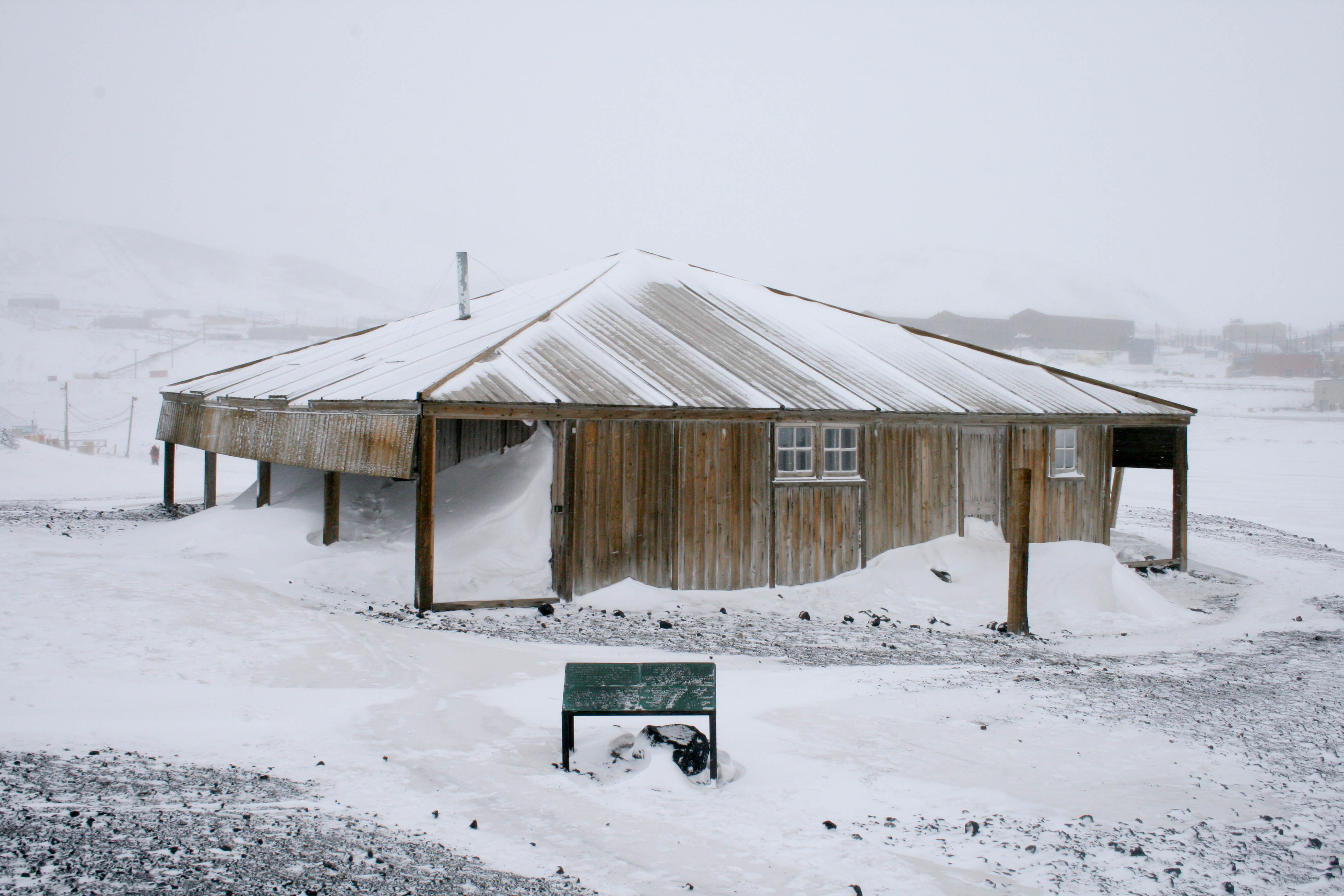
Хижина экспедиции «Дискавери»
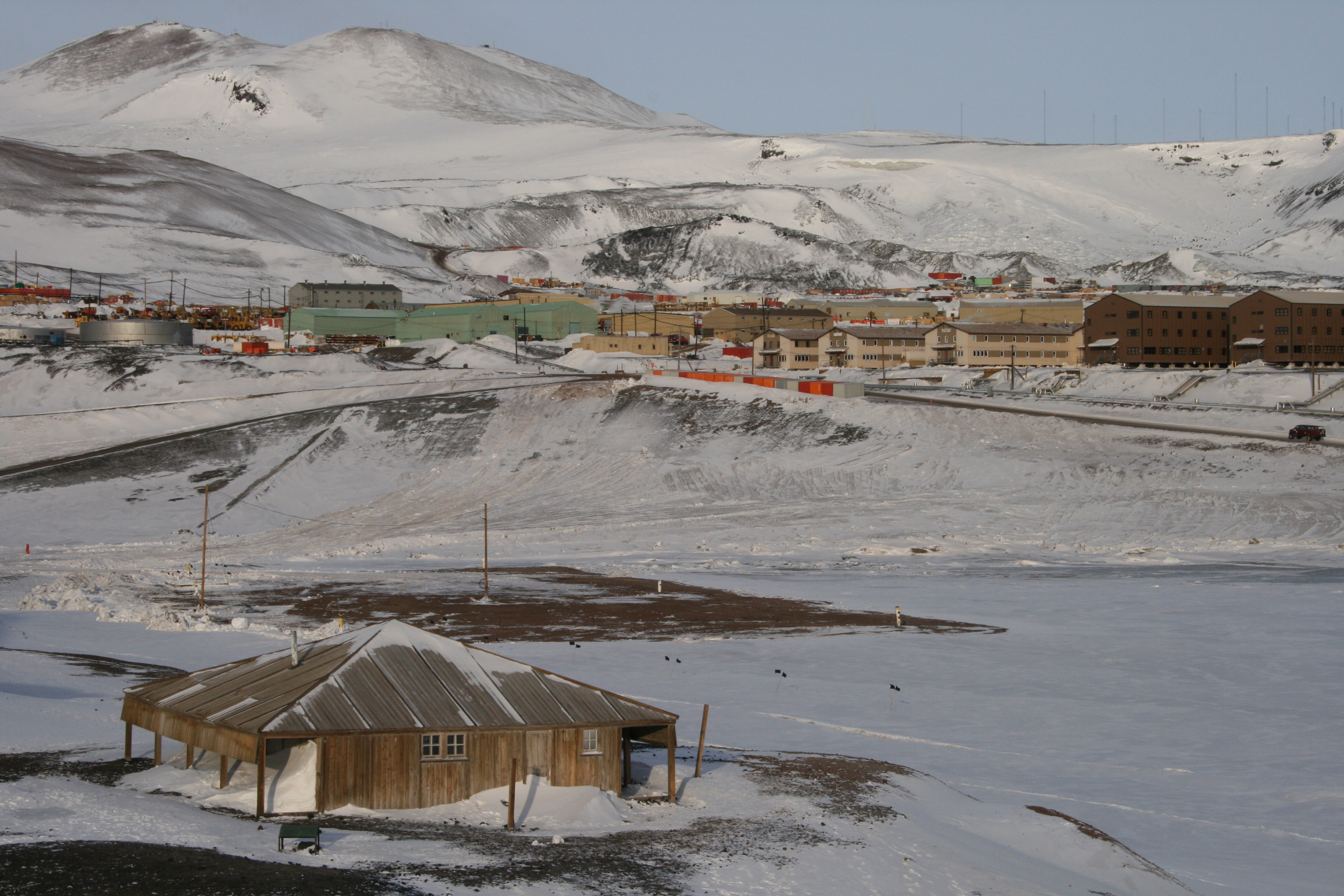
Хижина экспедиции «Дискавери». Вид на станцию Мак-Мердо